# Koniewka (obwód wołogodzki)
Koniewka (ros. Коневка) – wieś w Rosji, w rejonie wożegodskim obwodu wołogodzkiego. W 2010 r. liczyła 88 mieszkańców.